# Reality Dream
Reality Dream – pierwszy album koncertowy polskiej grupy muzycznej Riverside. Wydawnictwo ukazało się w listopadzie 2008 roku nakładem wytwórni muzycznej InsideOut Music. Nagrania zostały wydane w limitowanym do 1000 egzemplarzy nakładzie w formie płyty CD, a także jako płyta gramofonowa w nakładzie 500 sztuk.
14 grudnia 2009 roku materiał pochodzący z wydawnictwa ukazał się na płycie DVD. Album wydała firma ProgTeam.

## Lista utworów
Opracowano na podstawie materiału źródłowego.
| CD 1 | CD 1                | CD 1  | CD 1                                    | CD 1    |
| Nr   | Tytuł utworu        | Słowa | Muzyka                                  | Długość |
| ---- | ------------------- | ----- | --------------------------------------- | ------- |
| 1.   | „The Same River”    | Duda  | Duda, Grudziński, Melnicki, Kozieradzki | 11:31   |
| 2.   | „Out of Myself”     | Duda  | Duda, Grudziński, Melnicki, Kozieradzki | 03:39   |
| 3.   | „Volte-Face”        | Duda  | Duda, Grudziński, Łapaj, Kozieradzki    | 08:48   |
| 4.   | „Rainbow Box”       | Duda  | Duda, Grudziński, Łapaj, Kozieradzki    | 03:36   |
| 5.   | „02 Panic Room”     | Duda  | Duda, Grudziński, Łapaj, Kozieradzki    | 04:09   |
| 6.   | „I Turned You Down” | Duda  | Duda, Grudziński, Łapaj, Kozieradzki    | 05:05   |
| 7.   | „Reality Dream III” | Duda  | Duda, Grudziński, Łapaj, Kozieradzki    | 04:57   |
| 8.   | „The Curtain Falls” | Duda  | Duda, Grudziński, Melnicki, Kozieradzki | 09:38   |
|      |                     |       |                                         | 51:23   |

| CD 2 | CD 2                   | CD 2                 | CD 2                                 | CD 2    |
| Nr   | Tytuł utworu           | Słowa                | Muzyka                               | Długość |
| ---- | ---------------------- | -------------------- | ------------------------------------ | ------- |
| 1.   | „Parasomnia”           | Duda                 | Duda, Grudziński, Łapaj, Kozieradzki | 07:46   |
| 2.   | „Second Life Syndrome” | Duda                 | Duda, Grudziński, Łapaj, Kozieradzki | 16:13   |
| 3.   | „Back To The River”    | utwór instrumentalny | Duda, Grudziński, Łapaj, Kozieradzki | 06:16   |
| 4.   | „Conceiving You”       | Duda                 | Duda, Grudziński, Łapaj, Kozieradzki | 03:39   |
| 5.   | „Before”               | Duda                 | Duda, Grudziński, Łapaj, Kozieradzki | 06:08   |
| 6.   | „Ultimate Trip”        | Duda                 | Duda, Grudziński, Łapaj, Kozieradzki | 13:46   |
|      |                        |                      |                                      | 53:48   |

| DVD 1 | DVD 1                   | DVD 1   |
| Nr    | Tytuł utworu            | Długość |
| ----- | ----------------------- | ------- |
| 1.    | „Intro”                 |         |
| 2.    | „The Same River”        |         |
| 3.    | „Out Of Myself”         |         |
| 4.    | „Volte - Face”          |         |
| 5.    | „Rainbow Box”           |         |
| 6.    | „02 Panic Room”         |         |
| 7.    | „Reality Dream III”     |         |
| 8.    | „I Turned You Down”     |         |
| 9.    | „Dance With The Shadow” |         |
| 10.   | „Parasomnia”            |         |
| 11.   | „Second Life Syndrome”  |         |
| 12.   | „The Curtain Falls”     |         |

| DVD 2 | DVD 2                                       | DVD 2   |
| Nr    | Tytuł utworu                                | Długość |
| ----- | ------------------------------------------- | ------- |
| 1.    | „Before”                                    |         |
| 2.    | „Ultimate Trip”                             |         |
| 3.    | „Beyond The Eyelids (Unna, Germany 2007)”   |         |
| 4.    | „Loose Heart”                               |         |
| 5.    | „Back To The River (Montreal, Canada 2008)” |         |
| 6.    | „Conceiving You”                            |         |
| 7.    | „I Believe (Aschaffenburg, Germany 2007)”   |         |
| 8.    | „Lucid Dream IV (Fulda, Germany 2008)”      |         |
| 9.    | „Reality Dream II (Baarlo, Holland 2006)”   |         |
| 10.   | „Behind The Curtain (A Film By John Vis)”   |         |
| 11.   | „Photo Gallery”                             |         |
| 12.   | „Credits”                                   |         |